# Lobelia hainanensis
Lobelia hainanensis är en klockväxtart som beskrevs av Franz Elfried Wimmer. Lobelia hainanensis ingår i släktet lobelior, och familjen klockväxter.
Artens utbredningsområde är Hainan (Kina). Inga underarter finns listade i Catalogue of Life.